# وینفال (کارولینای شمالی)
وینفال (به انگلیسی: Winfall) شهری در ایالت کارولینای شمالی کشور ایالات متحده آمریکا است که جمعیت آن در سرشماری سال ۲۰۱۰ میلادی، ۵۹۴ نفر بوده‌است.